# Zarzecki
Zarzecki (żeńska forma Zarzecka; liczba mnoga: Zarzeccy) – polskie nazwisko. Na początku lat 90. XX wieku w Polsce nosiło je 2853 osób.

## Osoby o nazwisku Zarzecki
- Andrzej Zarzecki – polski żużlowiec
- Krzysztof Zarzecki – polski tłumacz
- Krzysztof Zarzecki – polski żużlowiec
- Leopold Zarzecki - śląski działacz narodowy i społeczny
- Stanisław Zarzecki – polski pilot
- Stanisław Kostka Zarzecki – prezydent Krakowa